# Live in Europe (Transatlantic)
Live in Europe è il secondo album dal vivo del supergruppo statunitense Transatlantic, pubblicato il 4 novembre 2003 dalla Inside Out Music.

## Descrizione
Contiene il concerto tenuto dal gruppo il 12 novembre 2001 allo 013 Club di Tilburg, durante il tour di supporto al secondo album in studio Bridge Across Forever. Riguardo a Live in Europe, Neal Morse ha dichiarato:
Il concerto, oltre ad essere stato pubblicato in formato doppio CD, è stato filmato e pubblicato su DVD, il cui secondo disco raccoglie un documentario, una galleria fotografica e un'esecuzione del brano dei Pink Floyd Shine On You Crazy Diamond.

## Tracce

### CD
CD 1
1. Duel with the Devil – 26:00
2. My New World – 16:20
3. We All Need Some Light – 6:41
4. Suite Charlotte Pike Medley – 30:55

CD 2
1. Stranger in Your Soul – 30:36
2. All of the Above – 30:20

### DVD
DVD 1
1. Duel with the Devil – 26:00
2. My New World – 16:20
3. We All Need Some Light – 6:41
4. Suite Charlotte Pike Medley – 30:55
5. Stranger in Your Soul – 30:36
6. All of the Above – 30:20

DVD 2
1. Tour Documentary
2. Shine On You Crazy Diamond – originariamente interpretata dai Pink Floyd
3. Photo Gallery

## Formazione
Gruppo
- Neal Morse – voce, tastiera, chitarra
- Mike Portnoy – batteria, voce
- Roine Stolt – chitarra, voce
- Pete Trewavas – basso, voce

Altri musicisti
- Daniel Gildenlöw – chitarra, tastiera, percussioni e voce aggiuntive

Produzione
- Rob Aubrey – registrazione, missaggio, mastering